# Championnat de Belgique féminin de football 2006-2007
Navigation
Saison précédente Saison suivante
Le championnat de Belgique féminin de football 2006-2007 est la 36e édition du championnat de première division belge de football féminin. Il se dispute lors de la saison 2006-2007.
Ce championnat est disputé par 14 équipes. Il est remporté par le KFC Rapide Wezemaal dont c'est le 4e titre consécutif et égale le record établi par le VC Dames Eendracht Alost entre 1999 et 2002.

## Classement
Le classement final de la saison 2006-2007 de la première division belge de football féminin est :
| Rang | Équipe                   | Pts | J  | G  | N | P  | Bp | Bc | Diff |
| ---- | ------------------------ | --- | -- | -- | - | -- | -- | -- | ---- |
| 1    | KFC Rapide Wezemaal      | 71  | 26 | 23 | 2 | 1  | 89 | 13 | +76  |
| 2    | RSC Anderlecht           | 62  | 26 | 19 | 5 | 2  | 56 | 14 | +42  |
| 3    | K.Vlimmeren Sport        | 50  | 26 | 15 | 5 | 6  | 49 | 31 | +18  |
| 4    | KVK Tirlemont            | 45  | 26 | 14 | 3 | 9  | 58 | 24 | +34  |
| 5    | Sinaai Girls             | 41  | 26 | 12 | 5 | 9  | 45 | 39 | +6   |
| 6    | DVC Zuid-West Vlaanderen | 39  | 26 | 11 | 6 | 9  | 51 | 40 | +11  |
| 7    | Standard Fémina de Liège | 39  | 26 | 11 | 6 | 9  | 46 | 43 | +3   |
| 8    | FCF White Star Woluwé    | 35  | 26 | 9  | 8 | 9  | 44 | 42 | +2   |
| 9    | Oud-Heverlee Louvain     | 35  | 26 | 9  | 8 | 9  | 43 | 42 | +1   |
| 10   | VC Dames Eendracht Alost | 23  | 26 | 5  | 8 | 13 | 26 | 52 | -26  |
| 11   | KFC Lentezon Beerse      | 21  | 26 | 6  | 3 | 17 | 19 | 59 | -40  |
| 12   | DV Famkes Merkem         | 21  | 26 | 5  | 6 | 15 | 43 | 61 | -18  |
| 13   | Dames Zultse VV          | 20  | 26 | 5  | 5 | 16 | 19 | 61 | -42  |
| 14   | DVK Haacht               | 7   | 26 | 1  | 4 | 21 | 7  | 74 | -67  |